# Werfenweng
Werfenweng är en kommun i Österrike. Den ligger i distriktet Sankt Johann im Pongau i förbundslandet Salzburg, 250 km väster om huvudstaden Wien. 
Kommunen består av tre orter (Ortschaften) (inom parentes invånarantal 1 januari 2024):
- Eulersberg (174)
- Lampersbach (143)
- Weng (802)